# Margolus-Levitin-Theorem
Das Margolus-Levitin-Theorem beschreibt in der Theorie der Quantencomputer die grundlegende physikalische Grenze der Geschwindigkeit von Zustandsänderungen und damit indirekt die Rechenleistung eines Computers. Es wurde von Norman Margolus und Lev B. Levitin hergeleitet.
Die Grenze liegt bei ungefähr 3×1033 Operationen pro Sekunde pro Joule. Die Schranke ergibt sich aus der Betrachtung der unitären Evolution eines geschlossenen Quantensystems in einem anfänglich reinen Zustand.
Ein Quantensystem der Energie {\displaystyle E} benötigt mindestens die Zeit {\displaystyle {\frac {h}{4E}}\,,} um zwischen zwei zueinander orthogonalen Zuständen zu wechseln.
Hierbei ist {\displaystyle h} die Planck-Konstante und {\displaystyle E} bezeichnet die mittlere Energie über dem Grundzustand, das heißt, den Energieerwartungswert im Anfangszustand abzüglich der Grundzustandsenergie.
Das Theorem ist auch in anderen Zweigen der Physik von Interesse, zum Beispiel durch die Verbindung mit dem holografischen Prinzip oder um Grenzen für die die Informationsverarbeitung im Kontext Schwarzer Löcher zu finden, und wurde auch verwendet, um die Gesamt-Rechenkapazität des Universums abzuschätzen.
Das Margolus-Levitin Theorem kann als eine „Quanten-Geschwindigkeitsbegrenzung“ (quantum speed limit) für Informationsverarbeitung interpretiert werden. Verallgemeinerungen dieser Grenze (zum Beispiel für die nicht-unitäre Dynamik offener Quantensysteme oder andere Unterscheidbarkeitsmaße als die Orthogonalität) sind noch Gegenstand aktueller Forschung.